# Endophyten-Mikrobiom-Symbiose
Endophyten-Mikrobiom-Symbiosen beschreiben die symbiotischen Beziehungen zwischen Pflanzen und den Endophyten, die ihre Gewebe kolonisieren. Endophyten, zumeist Bakterien und Pilze, leben asymptomatisch im Pflanzengewebe und beeinflussen die Pflanzengesundheit, das Wachstum sowie die Widerstandsfähigkeit gegen Umweltbelastungen. Diese Interaktionen können mutualistisch, neutral oder antagonistisch sein und umfassen komplexe Wechselwirkungen zwischen Pflanze und Mikroorganismen.

## Definition und Ökologie
Endophyten sind Mikroorganismen, die im Inneren von Pflanzen leben, ohne sichtbare Symptome zu verursachen. Diese Mikroben können die gesamte Pflanze besiedeln – von Wurzeln über Stängel bis hin zu Blättern. Die Bedeutung der endophytischen Gemeinschaft für die Wirtspflanze variiert stark je nach Art der Endophyten und des spezifischen Standorts, den sie im pflanzlichen Gewebe besiedeln.

## Typen von Endophyten
Endophyten lassen sich in verschiedene Gruppen unterteilen, die je nach Art der Beziehung zur Wirtspflanze und nach ihrer Funktion klassifiziert werden:
- Mutualistische Endophyten – Diese Mikroben bieten der Pflanze Vorteile, wie z. B. eine verbesserte Nährstoffaufnahme und erhöhten Schutz gegen Pathogene.
- Kommensalistische Endophyten – Diese leben in Pflanzen, ohne positiven oder negativen Einfluss auszuüben.
- Latent pathogene Endophyten – Einige Endophyten können unter bestimmten Bedingungen pathogen werden und Krankheiten verursachen.

## Vorteile für die Wirtspflanze
Endophytische Mikroorganismen spielen eine entscheidende Rolle in der Förderung der Pflanzengesundheit. Die Vorteile für die Wirtspflanze umfassen:

### Verbesserung der Nährstoffaufnahme
Endophyten fördern die Nährstoffaufnahme der Pflanze durch die Mobilisierung von Stickstoff und anderen Mikronährstoffen. Besonders wichtig sind endophytische Bakterien, die Stickstoff fixieren, was den Stickstoffgehalt der Pflanze und somit deren Wachstum erhöht.

### Schutz vor biotischem und abiotischem Stress
Endophyten helfen Pflanzen, sich an Umweltstress anzupassen, indem sie die Stressresistenz erhöhen. Sie produzieren oft Antibiotika und andere bioaktive Substanzen, die die Pflanze vor Pathogenen schützen.

### Produktion von bioaktiven Substanzen
Einige Endophyten synthetisieren sekundäre Stoffwechselprodukte, die für die Pflanzen von Nutzen sind. Dazu gehören Alkaloide, Terpenoide und Phenole, die die Pflanze vor Herbivoren schützen oder ihre Anpassungsfähigkeit an ungünstige Umweltbedingungen verbessern.

## Ökologische Bedeutung
Die Symbiosen zwischen Endophyten und ihren Wirtspflanzen haben eine große Bedeutung für Ökosysteme. Sie verbessern die Bodenfruchtbarkeit, erhöhen die Biodiversität und tragen zur Resilienz der Pflanze in sich verändernden Umwelten bei. Endophytische Mikroorganismen bieten Lösungen für nachhaltige Landwirtschaft, insbesondere für die biologische Schädlingsbekämpfung und die Düngung.

## Anwendungsbereiche
- Landwirtschaft: Endophyten werden zur Förderung des Pflanzenwachstums und als biologische Pestizide verwendet.
- Medizin: Die Produktion von bioaktiven Verbindungen macht Endophyten interessant für die Entwicklung von Pharmaka.
- Biotechnologie: Endophyten finden in der Bioremediation Anwendung, wo sie dabei helfen, Schadstoffe im Boden abzubauen.

## Weiterführende Literatur
- Bacon, C. W., & White, J. F. (2000). *Microbial Endophytes*. CRC Press.
- Hardoim, P. R., van Overbeek, L. S., & Elsas, J. D. (2008). Properties of bacterial endophytes and their proposed role in plant growth. *Trends in Microbiology*, 16(10), 463–471.
- Schulz, B., & Boyle, C. (2005). The endophytic continuum. *Mycological Research*, 109(6), 661–686.#
- Sha Di, Yitian Wang, Lin Han, Qi Bao, Zezheng Gao, Qing Wang, Yingying Yang, Linhua Zhao, Xiaolin Tong: The Intervention Effect of Traditional Chinese Medicine on the Intestinal Flora and Its Metabolites in Glycolipid Metabolic Disorders. In: Evidence-based Complementary and Alternative Medicine : eCAM. 2019, S. 2958920, doi:10.1155/2019/2958920, PMID 31275408, PMC 6582858 (freier Volltext).
- Shuai Cao, Susan Realegeno, Anil Pant, Panayampalli S. Satheshkumar, Zhilong Yang: Suppression of Poxvirus Replication by Resveratrol. In: Frontiers in Microbiology. Band 8, 2017, doi:10.3389/fmicb.2017.02196.
- Gary Strobel, Bryn Daisy: Bioprospecting for Microbial Endophytes and Their Natural Products. In: Microbiology and Molecular Biology Reviews. Band 67, Nr. 4, 2003, S. 491–502, doi:10.1128/mmbr.67.4.491-502.2003, PMID 14665674, PMC 309047 (freier Volltext).
- K. Bhalla, A. K. Sarbhoy, M. Kulshrestha, K. P. S. Kushwaha: New species of Phaeoramularia, Pseudocercospora and Stenella from Western Ghats of India. In: Microbiological Research. Band 156, Nr. 1, 2001, S. 107–112, doi:10.1078/0944-5013-00056.
- Michel Boutin, Pamela Lavoie, Iskren Menkovic, Amanda Toupin, Mona Abaoui, Maha Elidrissi-Elawad, Marie-Françoise Arthus, Carole Fortier, Claudia Ménard, Bruno Maranda, Daniel G. Bichet, Christiane Auray-Blais: Diurnal Variation of Urinary Fabry Disease Biomarkers during Enzyme Replacement Therapy Cycles. In: International Journal of Molecular Sciences. Band 21, Nr. 17, 2020, S. 6114, doi:10.3390/ijms21176114.